# フェン・チャン
フェン・チャン（Feng Zhang、中国語名 張鋒(Zhāng Fēng)、1981年10月22日 - ）は中華人民共和国出身の生物学者。マサチューセッツ工科大学教授。真核生物におけるCRISPR/Casシステムを開発し、哺乳類への応用を切り開いた。

## 来歴
河北省石家荘市出身。1993年にアイオワ州デモインに移住し、2004年にハーバード大学を卒業後、2009年にスタンフォード大学大学院で化学の博士号を取得。カール・ダイセロスの下で光遺伝学の研究に従事した。その後、ハーバード大学医学大学院でポスドクとなった。
2018年に中国で初のヒトゲノム編集が行われたことに対して危惧を表明し、エリック・ランダーらと共同で、「ヒト生殖細胞系列ゲノム編集に関するすべての臨床応用、すなわち遺伝可能なDNAを組み替えて遺伝子操作された子供を生み出すことを世界的に一時停止し、各国が独自の決定権を保持しながら、一定条件が満たされない限り、ヒト生殖細胞系列ゲノム編集の臨床応用を承認しないことを自主的に約束する国際的な枠組みを求める声明」を発表した。

## 受賞歴
- 2014年 ガベイ賞
- 2014年 アラン・T・ウォーターマン賞
- 2016年 ガードナー国際賞
- 2016年 唐奨
- 2016年 トムソン・ロイター引用栄誉賞
- 2016年 ジョン・スコット賞
- 2017年 オールバニ・メディカルセンター賞
- 2018年 慶應医学賞
- 2018年 ハーヴェイ賞
- 2021年 リチャード・ラウンズベリー賞
- 2025年 アメリカ国家技術賞

## 参照
- Feng Zhang 慶応義塾大学